# کوه کیتا

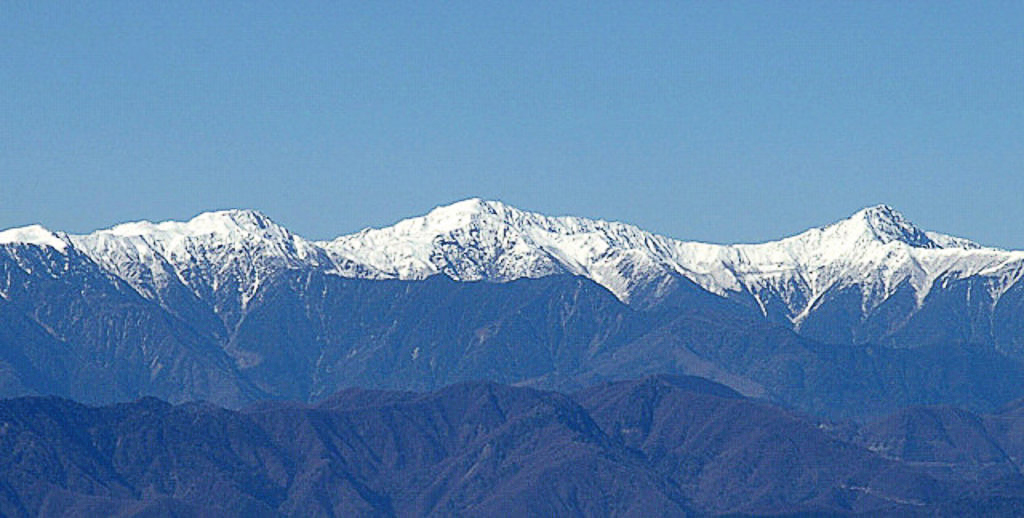
(از چپ به راست: کوه نوتوری، کوه آئینو، کوه کیتا)، نمایش از کوه کناشی در استان شیزووکا (نوامبر ۲۰۰۶)

کوه کیتا (انگلیسی: Mount Kita) کوهی از کوهستان آکای‌شی – آلپ جنوبی- در استان یاماناشی در ژاپن است.
این کوه بعد از کوه فوجی دومین کوه ژاپن از نظر ارتفاع است و به عنوان اصلی‌ترین کوه آلپ جنوبی شناخته می‌شود. کینا یکی از صد کوه معروف ژاپن است و در پارک ملی آلپ می‌نامی در نزدیک شهر می‌نامی-آروپوسو واقع شده‌است.

## جغرافیا
پایه کیتادک یک صخره به ارتفاع ۶۰۰ متر (۱۹۶۹ فوت) در سمت شرقی کوه است
گیاهان آلپ به فراوانی رشد می‌کنند، به‌ویژه در شیب جنوب شرقی کوه در امتداد جاده مونت ناکاشیران و در امتداد کوساسوبری و مسیر میگیماتا در امتداد حوضچه شیرانئو روی سمت شمالی کوه. از کلبه‌های در نزدیکی قله خوشه‌های گیاهان دیده می‌شوند. گونه‌های کلی‌ینتمن گیاهان خاص این کوهستان هستند.

## اصل و نسب نام
کوه‌های اصلی کوهستان آگای شی کوه کیتا، کوه آئینو، کوه نوتوری هستند و این سه کوه که با هم شیران سانزان نامیده می‌شوند که به معنی سه قله سفید است. نام کوه کیتا به معنی کوه شمالی چرا که شمالی‌ترین این سه کوه است.

## کوه‌نوردی
مناطق کوهستانی اطراف کوه کیتا یکی از مناطق مورد علاقه مردم در ژاپن است که بعد از کوه یاری و منطقه کوهستان هوتاکا دوم است. نقاط ورودی برای صعود ورزشی در هیروگاوارا در شرق و ریوماتا در غرب هستند. با این وجود اغلب مردم مایل به بالا رفتن از هیروگاوارا هستند که امکانات بهتری دارد. دو کلبه کوهستانی در نزدیکی قله حدود ۱۵۰ نفر را مسکن می‌دهد و در نزدیکی آن محلی برای اردوگاه زدن وجود دارد.
برای رسیدن به قله کوه کیتا سه راه اصلی وجود دارد. اولین آن از هیروگاوارا شروع شده و رودخانه اوکان بازاوا را از میان دره دایسکی دنبال می‌کند. مسیر دیگر زودتر از دره رودخانه جدا شده و از جنگل در شیران اویک - کوساسوبری بیرون می‌زند. راه سوم از رایوماتا گذشته در نزدیکی ناکاشیرا نزاوا سرک کشیده به قله کوه می‌رود.
از قله مسیری در طول خط الراس از طریق ناکاشیرانسان ادامه داده به کوه آئینو. کوه نیشسنوتوری و کوه نوتوری می‌رود و به سمت جنوب ادامه پیدا می‌کند. یک راه مابازا هم درست شده‌است که سکوی تماشا در واشینوسومیاما را از طریق دماغه در بوکون زاوا به قله وصل می‌کند. این مسیر به استثنای زمستان‌ها که استفاده بیشتری از آن می‌شود چندان مورد علاقه مردم نیست. پایه کیتادک یک مسیر کلاسیک برای کوهنوردی آزاد در ژاپن است.

## کلبه‌ها
کلبه‌های اصلی کوهستان در اطراف کوه کیتا کلبه کیتاداکاکاتانو. کلبه کوهستان کیتاداک. کلبه شیرانویک و کلبه ریوماتا می‌باشند.

## نگارخانه

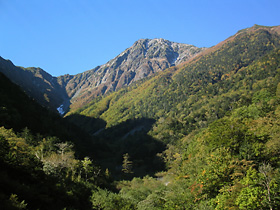
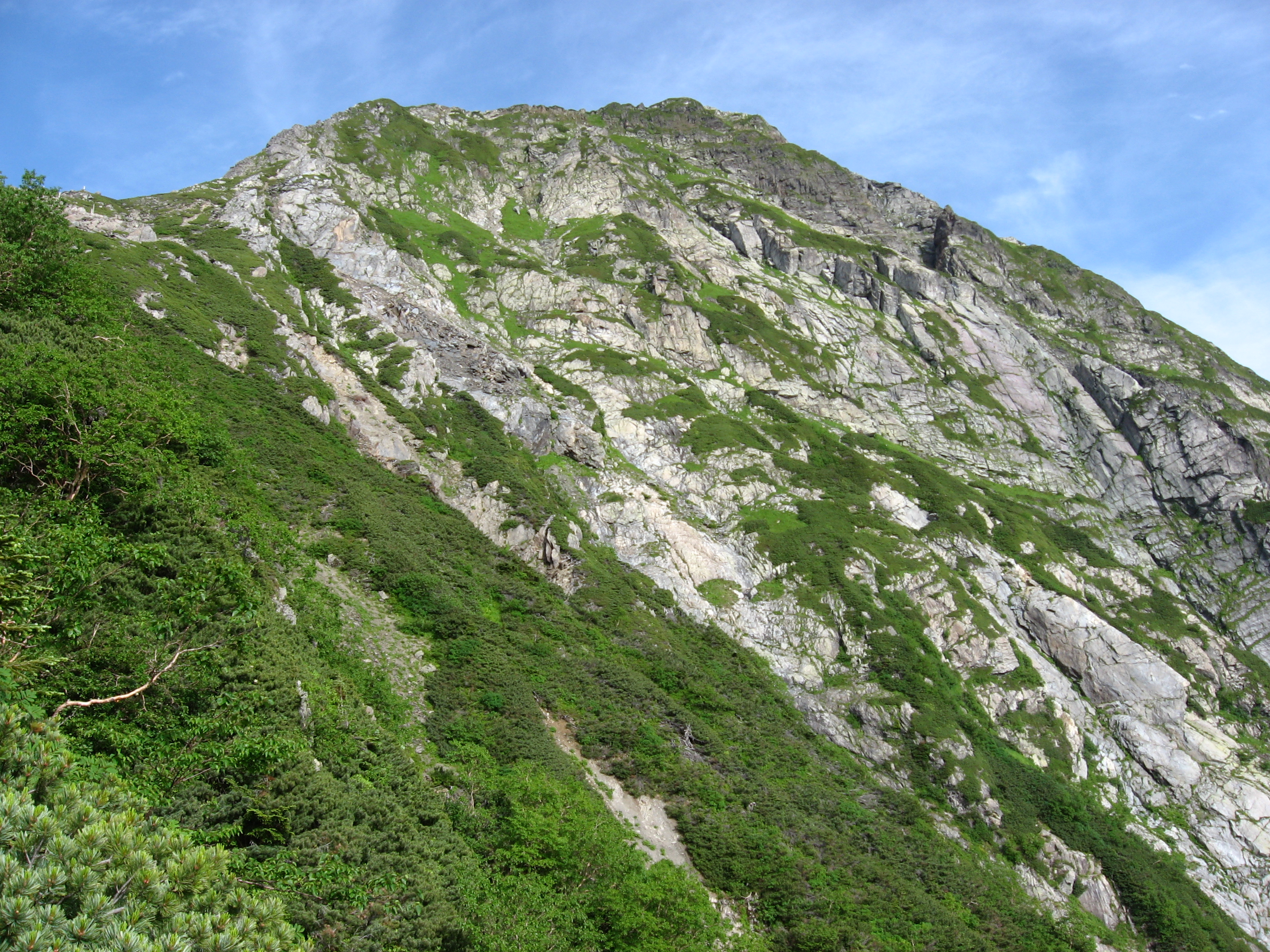
پایه کیتادک
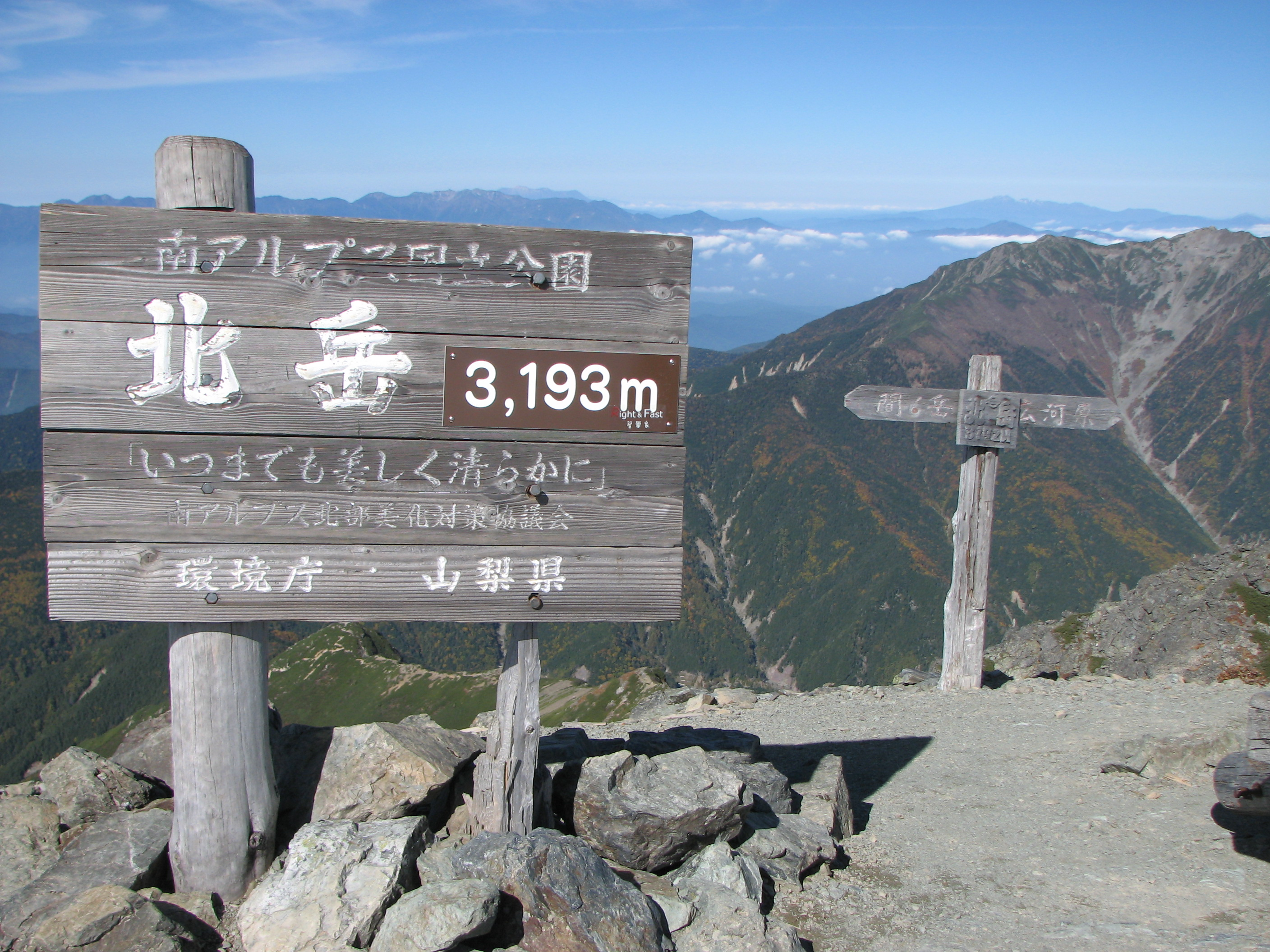
دو تابلو نشان دهنده ارتفاع جدید و قدیم است
نمایش از قله ۱
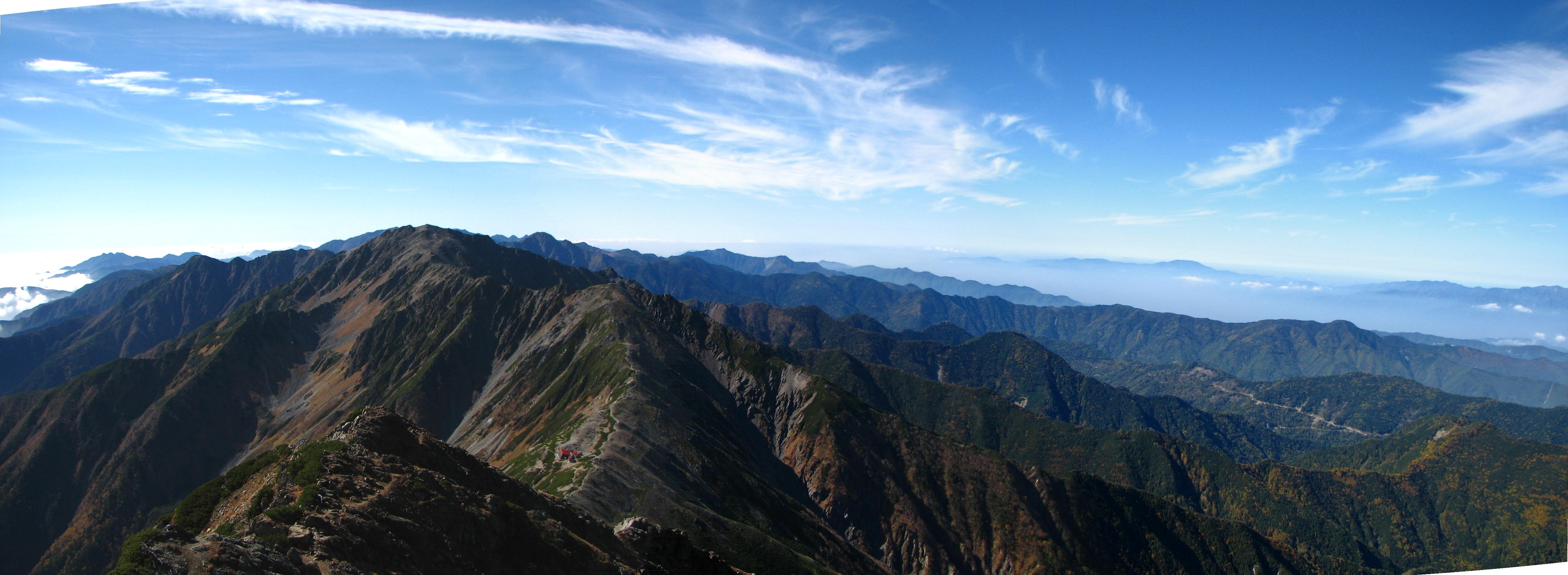
نمایش از قله ۲
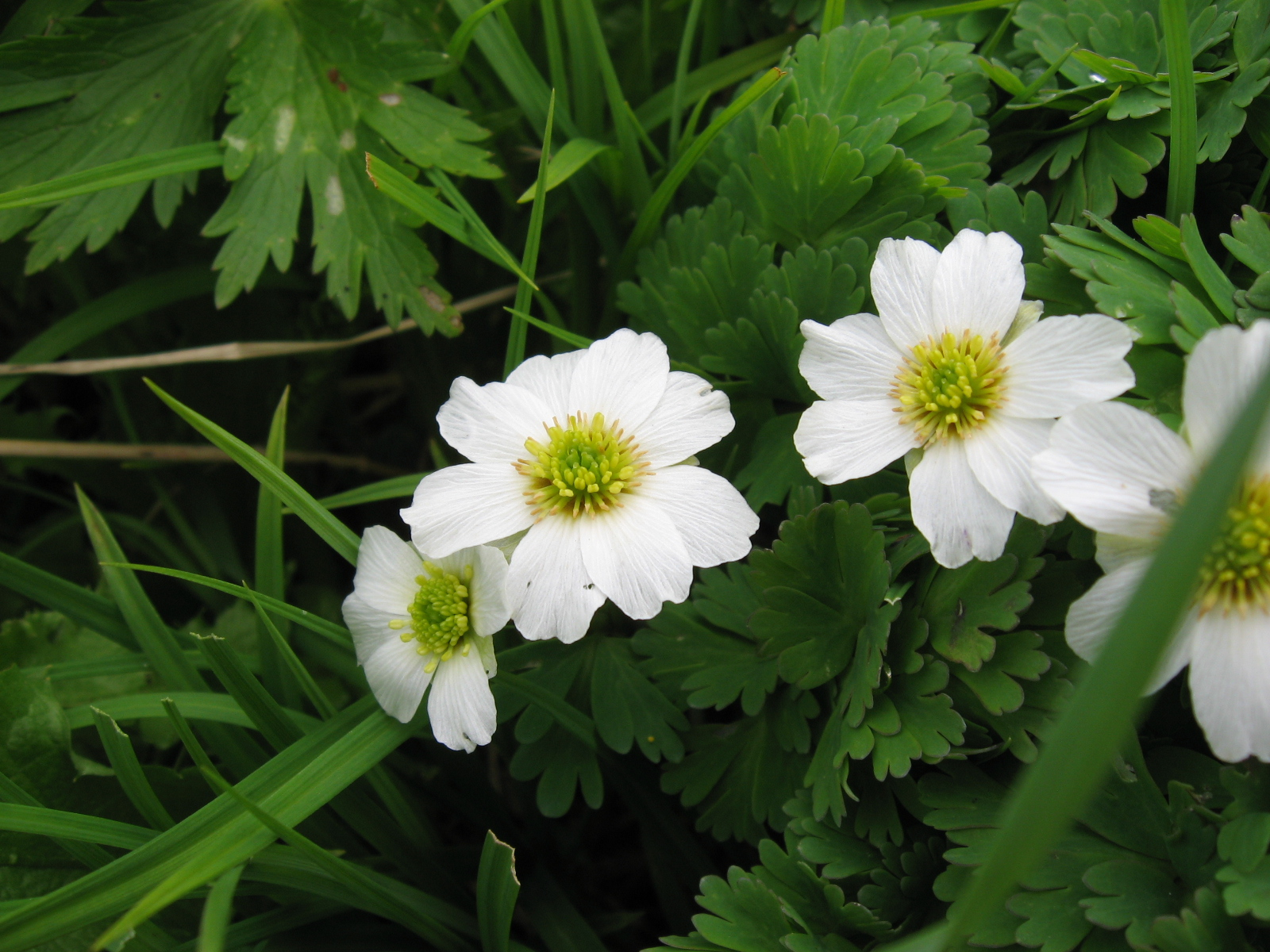
گیاه کلی‌ینتمن
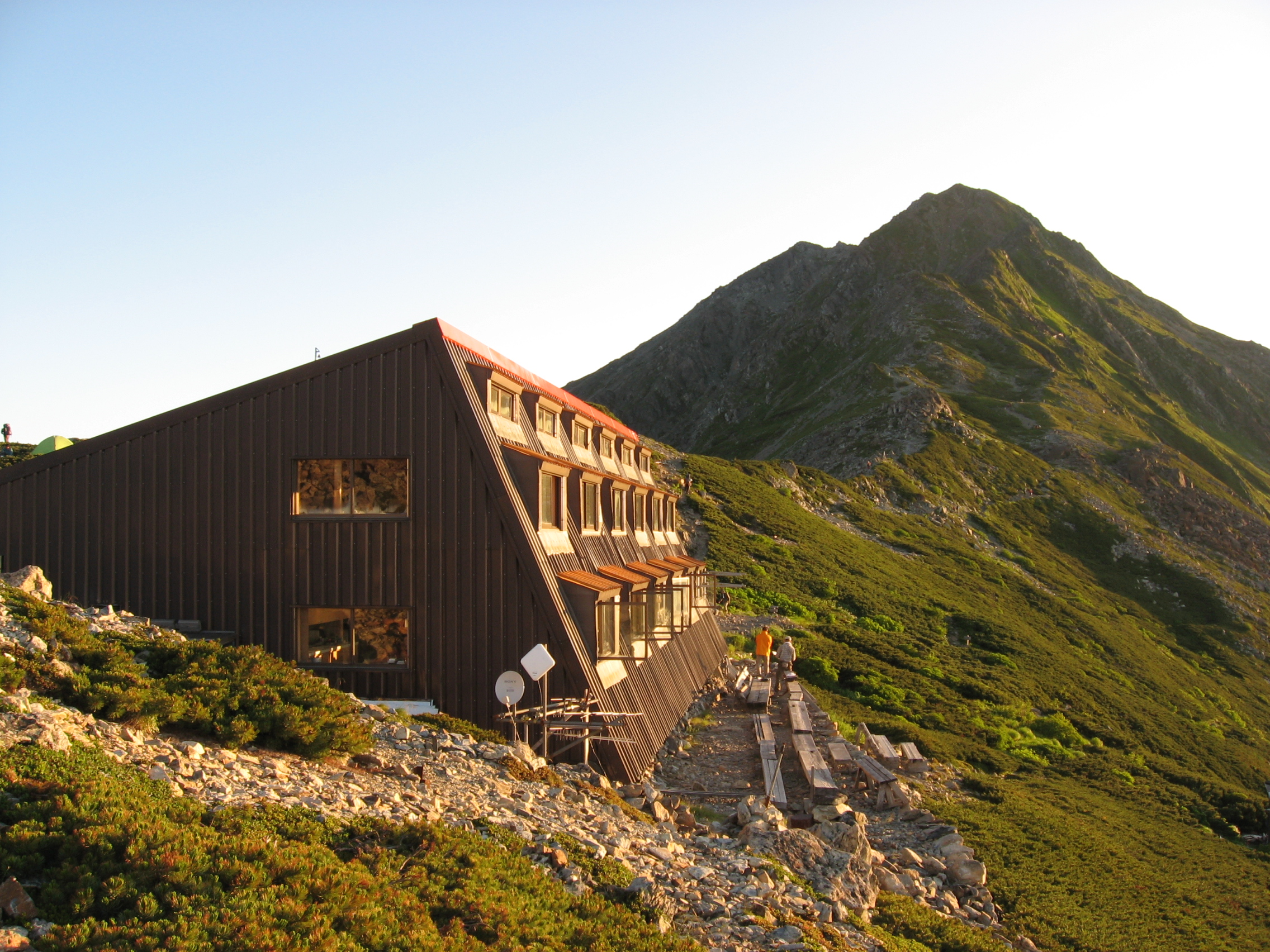
کلبه